# Holzforschung Austria – Österreichische Gesellschaft für Holzforschung
Die Holzforschung Austria – Österreichische Gesellschaft für Holzforschung (HFA) ist eine gemeinnützige außeruniversitäre Forschungseinrichtung und die größte Prüf- und Zertifizierungsstelle für Holz und Holzprodukte in Österreich. Sie befasst sich fachlich mit der gesamten Wertschöpfungskette – beginnend von der Holzlagerung im Wald über die industrielle Holzverarbeitung bis hin zu den unterschiedlichsten Produkten und Dienstleistungen.

## Geschichte
Die Österreichische Gesellschaft für Holzforschung (ÖGH) wurde 1948 gegründet. 1951 wurde dem Verein die Aufgabe zur Koordination und Errichtung eines zentralen Holzforschungsinstitutes übertragen. Mit Unterstützung der öffentlichen Hand und der holzverarbeitenden Industrie konnte 1953 das heute unter dem Namen Holzforschung Austria (bis 1998 Österreichisches Holzforschungsinstitut – ÖHFI) bekannte Forschungsinstitut im Arsenal in Wien eröffnet werden. Der Aufbau des kooperativen Brancheninstitutes wurde durch Mittel des Marshallplanes unterstützt und nach dem Beispiel des damals größten Holzforschungsinstitutes der Welt, dem Forest Products Laboratory in Madison, USA ausgestaltet. Das alle Disziplinen umfassende Zentrallaboratorium arbeitete eng mit der Industrie und der Holzbranche zusammen. 2013 wurde die Institutsbezeichnung Holzforschung Austria der Vereinsbezeichnung Österreichische Gesellschaft für Holzforschung vorangestellt. Das Institut ist ein Gründungsmitglied des 1954 gegründeten „Vereinigung der kooperativen Forschungsinstitute der gewerblichen Wirtschaft Österreichs“ (VKF) – heute Austrian Cooperative Research (ACR).

## Mitglieder und Präsidium
Das Präsidium des Vereins setzt sich aus Vertretern von Forstwirtschaft, Holzindustrie, Holzverarbeitendes Gewerbe, Holzhandel, Papierindustrie, Chemische Industrie/Gewerbe, Verbänden und Wissenschaft zusammen. Die rund 120 Mitglieder des Vereins sind Einzelpersonen, Institutionen und Unternehmen aus der Wertschöpfungskette der Forst- und Holzwirtschaft.

## Standorte und Infrastruktur
Der Hauptstandort befindet sich im Wiener Arsenal in der Franz Grill-Straße 7 im 3. Wiener Gemeindebezirk, wo die Holzforschung Austria neben anderen außeruniversitären Instituten errichtet wurde. Inzwischen wurde in der Nachbarschaft das Science Center der Technischen Universität Wien angesiedelt. Seit 2010 besteht in Stetten (Niederösterreich) ein zweiter Standort, der die Fachbereiche Fenster und Türen, sowie Bauphysik beherbergt. An beiden Standorten sind derzeit knapp 100 Beschäftigte, mit einem überwiegenden Anteil an wissenschaftlichem Personal, tätig.

## Aktivitäten
Das zentrale Betätigungsfeld der Holzforschung Austria ist die angewandte Forschung mit einem starken Fokus auf kooperative Projekte mit Unternehmenspartnern, von KMU bis zu Leitbetrieben. Darüber hinaus ist das Institut für alle relevanten Prüf-, Inspektions- und Zertifizierungsverfahren im Bereich der Holzverarbeitung akkreditiert und notifiziert. Eine weitere Aufgabe des Vereins ist die Vermittlung von Fachwissen an die Allgemeinheit. Zu diesem Zweck werden Seminare und Weiterbildungsveranstaltungen durchgeführt, Fachbroschüren und das Magazin für den Holzbereich herausgegeben, sowie zwei Internetplattformen betrieben.